# Puente de los Imposibles
El puente de los Imposibles es un puente en arco sito en la localidad almeriense de Alhama de Almería, aunque más cercano a las cabeceras de los municipios de Terque y Alhabia. Forma parte del trazado de la actual carretera A-1075, que une la A-348 a la altura de Santa Fe de Mondújar con la A-92 en los alrededores de Gérgal. Fue empezado a construir en 1864, pero diversos problemas con la construcción que derivaron en su nombre, se terminó de construir en 1892.

## Historia
El puente comenzó con construcción en 1864, por proyecto de Francisco Durbán y Juan Antonio Moreno, con un trazado diferente al actual, pero debido a problemas con la orografía, los presupuestos, y el trazado de la carretera, tuvo que modificarse su diseño en varias ocasiones, hasta que la versión final fue terminado en 1892. El hecho de haber necesitado varios rediseños fue la causa de recibir el nombre de puente de los Imposibles. Aún hoy perduran los comienzos y dos pilares centrales, realizados en cantería, del puente primigenio, a pocos metros del puente definitivo.
En primavera de 1908 se creó la que fue la primera línea de transporte público por carretera de la zona del Bajo y Medio Andarax. Un autobús cubría una ruta de 25 kilómetros a una media de 20 km/h hasta la Rambla de Belén, en Almería. Un año más tarde la misma empresa empezó a transportar barriles de uva de Ohanes recolectada en la zona hacia el puerto de Almería.